# Права ЛГБТ в Черногории
Лесбиянки, геи, бисексуалы и трансгендеры (ЛГБТ) в Черногории могут столкнуться с юридическими проблемами, с которыми не сталкиваются жители, не являющиеся ЛГБТ. В Черногории сексуальные отношения как мужчин, так и женщин являются законными, однако семьи, состоящие из однополых пар, не имеют права на одинаковую правовую защиту, предоставляемую супружеским парам противоположного пола.
Дискриминация по признаку сексуальной ориентации и гендерной идентичности запрещена в сфере занятости, предоставления товаров и услуг, образования и здравоохранения. В Черногории также действуют законы о преступлениях на почве ненависти и высказываниях на почве ненависти, которые включают сексуальную ориентацию и гендерную идентичность в качестве оснований для недискриминации. Ассоциация ILGA-Europe поставила Черногорию на 11-е место среди 49 европейских стран с точки зрения законодательства о правах ЛГБТ. Несмотря на это, черногорское общество еще не достигло высокого уровня признания и дискриминация ЛГБТ часто не афишируется.

## Законность однополых сексуальных отношений
Черногория декриминализовала однополые сексуальные отношения в 1977 году. Возраст сексуального согласия - 14 лет -  также был уравнен в 1977 году.

## Признание однополых отношений
Конституция Черногории запрещает однополые браки.
13 ноября 2012 года заместитель премьер-министра Душко Маркович заявил, что правительство Черногории подготовит законопроект, предусматривающий в той или иной форме юридическое признание однополых пар, которых будут наделять некоторые права, выгоды и обязанности брака, но не будут включать усыновление или поощрение прав. Сербская православная церковь и Демократический фронт выступили против этого предложения, заявив, что оно "разрушит" христианские ценности и семейную жизнь в Черногории.
27 декабря 2018 года правительство Черногории приняло проект. В случае его принятия он вступил бы в силу через год. Законопроект был внесен в парламент 24 января. 27 февраля 2019 года он был поддержан парламентским комитетом по правам человека. Однако 31 июля 2019 года законопроект был заблокирован парламентариями во главе с Демократическим фронтом 38-4 голосами при 39 воздержавшихся. Необходимое большинство в 41 голос не было достигнуто. Демократическая партия социалистов, социал-демократы и Либеральная партия поддержали эту меру.
12 декабря 2019 года Правительство одобрило второй аналогичный законопроект. Он был внесен в парламент 14 января 2020 года. 18 июня 2020 года законопроект был поддержан парламентским комитетом по правам человека. 1 июля 2020 года законопроект был одобрен Парламентом 42-5 голосами при 34 воздержавшихся. Законопроект поддержали Демократическая партия социалистов, Социал-демократы, Социал-демократическая партия (кроме одного депутата), Либеральная партия и один депутат от ДЕМОС. Против выступили оппозиция, а также три партии, представляющие общины этнических меньшинств (хорватов, боснийцев и албанцев). Закон был опубликован 7 июля 2020 года в Официальном вестнике Черногории. Он вступит в силу на восьмой день со дня его опубликования и начнет применяться спустя год.
25 июля 2021 года был заключен первый однополый союз с момента начала действия закона "Закона о партнерстве жизни", который парламент Черногории принял в июле 2020 года и который вступил в силу 15 июля 2021 года.

## Защита от дискриминации
27 июля 2010 года парламент Черногории принял закон о недискриминации, который включает сексуальную ориентацию и гендерную идентичность в качестве запрещенных оснований для дискриминации. Это было одним из требований, которым страна должна была соответствовать для вступления в Европейский союз. Законодательство, известное как Закон о запрещении дискриминации, определяет "дискриминацию" следующим образом:
Дискриминация представляет собой любое необоснованное, законное или фактическое, прямое или косвенное различие или неравное обращение, или непринятие мер в отношении какого-либо лица или группы лиц по сравнению с другими лицами, а также исключение, ограничение или преференциальное обращение с лицом по сравнению с другими лицами, по признаку расы, цвета кожи, национальной принадлежности, социального или этнического происхождения; принадлежность к нации меньшинства или национальной общине меньшинства, язык, религии или убеждений, политических или иных убеждений, пола, гендерной идентичности, сексуальная ориентация, состояние здоровья, инвалидность, возраст, материальное положение, семейное или семейное положение, членство в группе или предполагаемое членство в группе, политическая партия или другая организация, а также другие личные особенности.
В 2013 году в Уголовный кодекс были внесены поправки, запрещающие высказывания на почве ненависти как по признаку сексуальной ориентации, так и по признаку гендерной идентичности и предусматривающие ужесточение наказания в случае совершения преступления на основе статуса жертвы как ЛГБТ. Эти изменения вступили в силу 3 июня 2014 года.

## Военная служба
Геи, лесбиянки и бисексуалы могут проходить военную службу.

## Гендерная идентичность и самовыражение
Транс-люди в Черногории имеют право менять гендерный маркер в паспорте, но для этого им требуется операция в рамках транс перехода, развод, если они состоят в браке и проходят медицинскую комиссию.

## Социальные условия
В Черногории геи и лесбиянки могут сталкиваться с дискриминацией и преследованиями. «Балкан инсайт» отметила, что, несмотря на принятие законопроекта о гражданских партнёрствах, предыдущий опрос показал, что 71% граждан Черногории считают гомосексуализм «болезнью», а около половины считают, что это опасность для общества, которая должна быть подавлена государством.

## ЛГБТ-активность
Гей-сцена очень маленькая. Первое мероприятие Gay Pride в Черногории состоялось 24 июля 2013 года в прибрежном городе Будва, организованное НПО «ЛГБТ Форум Прогрес», и впоследствии вызвало различные реакции на публике. 20 октября 2013 года в столице Подгорица состоялось мероприятие Pride, где полиция арестовала протестующих с применением насилия.
В сентябре 2017 года состоялся пятый ежегодный парад Gay Pride в Подгорице без каких-либо зафиксированных происшествий. Он был организован НПО «Квир Черногория», и в нем приняли участие около 200 человек.